# Großhartmannsdorf (Gemeinde Großsteinbach)

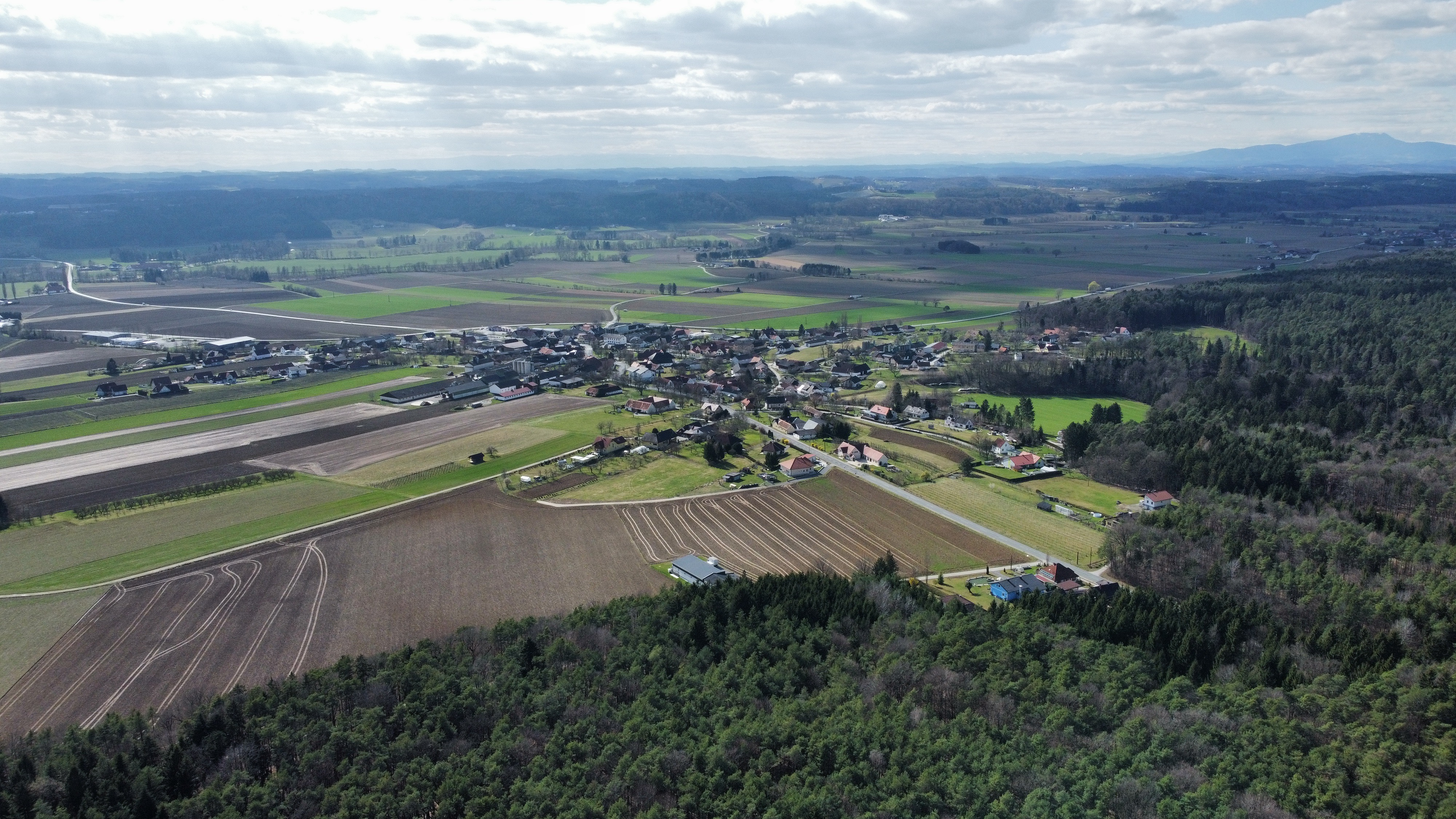
Großhartmannsdorf von Nord-Ost

Großhartmannsdorf ist eine Ortschaft der Gemeinde Großsteinbach in der Steiermark.

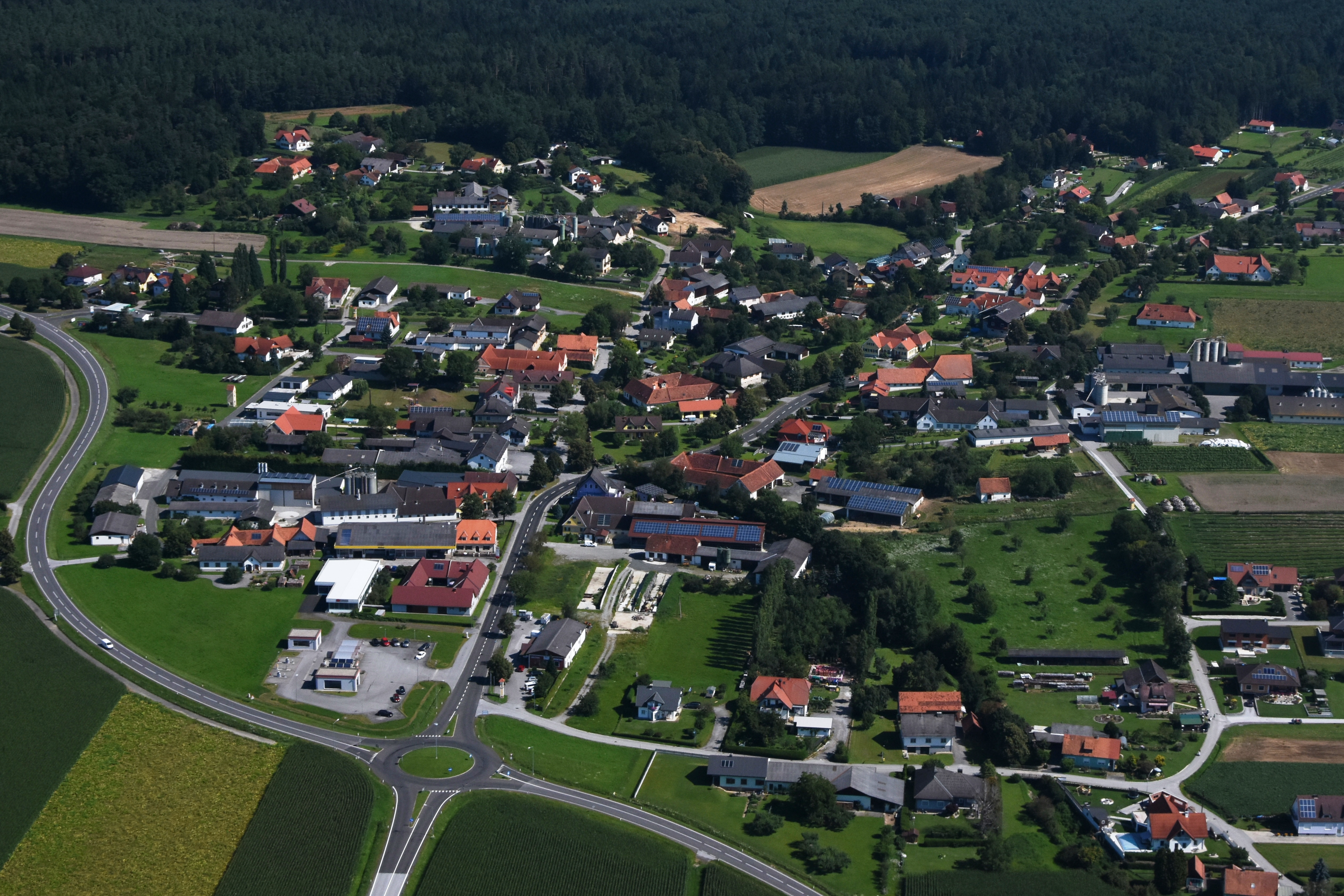
Großhartmannsdorf

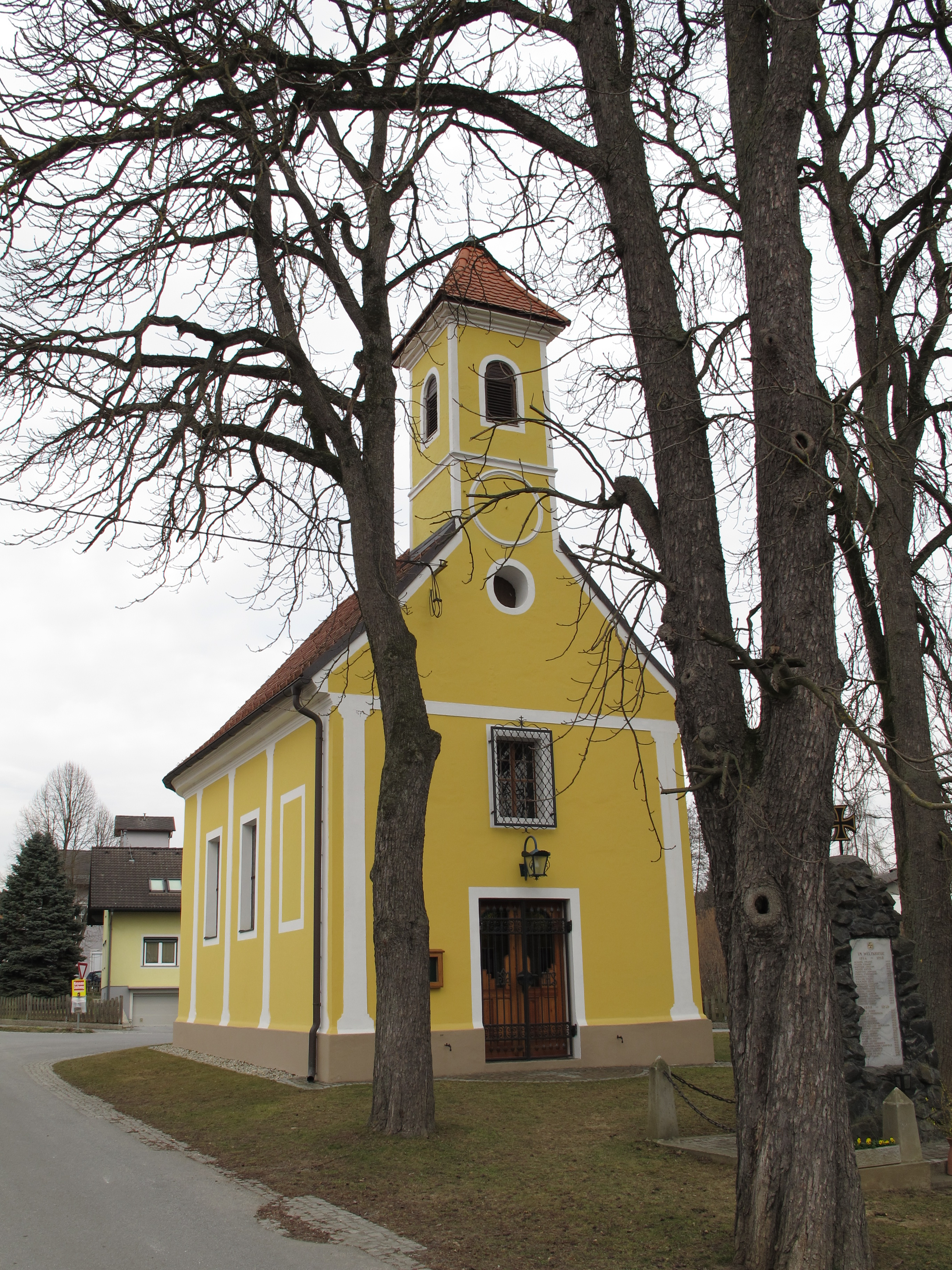
Ortskapelle Großhartmannsdorf und Kriegerdenkmal

Südöstlich von Großsteinbach im Tal der Feistritz gelegen, wurde Großhartmannsdorf erstmals im Jahr 1218 urkundlich erwähnt. Damals schenkte Ulrich von Stubenberg, der sich mit Herzog Leopold auf einem Kreuzzug in Syrien befand, seine Anteile an den Dörfern Kroisbach und Großhartmannsdorf dem Johanniterorden in Fürstenfeld.

## Persönlichkeiten
- Michael Josef Maister (1629–1696), Propst von Stift Pöllau